# Herman Potočnik
Herman Potočnik (pseudonyme Hermann Noordung) (22 décembre 1892 – 27 août 1929) était un ingénieur slovène spécialiste des fusées et un pionnier dans le domaine de l'astronautique. Il est surtout connu pour son travail précurseur sur les séjours de longue durée de l'être humain dans l'espace. 
Potočnik est né en 1892 à Pola, en Autriche-Hongrie – maintenant Pula, en Croatie. Sa famille était originaire de Slovénie. Ingénieur diplômé de l'Académie impériale des techniques militaires, il est le premier à concevoir dans son livre Das Problem der Befahrung des Weltraums (« Le problème du vol spatial », 1928) une station orbitale en forme de roue dont il a calculé l'orbite géostationnaire,.
La signification de son pseudonyme Noordung est encore un mystère mais il a été suggéré que son nom était utilisé pour montrer le problème du chaos (en allemand : Ordnung, « ordre » ; ordunga en slovène populaire, le « n » aurait été ajouté pour signifier « sans ordre »).
Herman Potočnik meurt en 1929 dans la pauvreté d'une pneumonie, à Vienne, en Autriche, à l'âge de 36 ans.

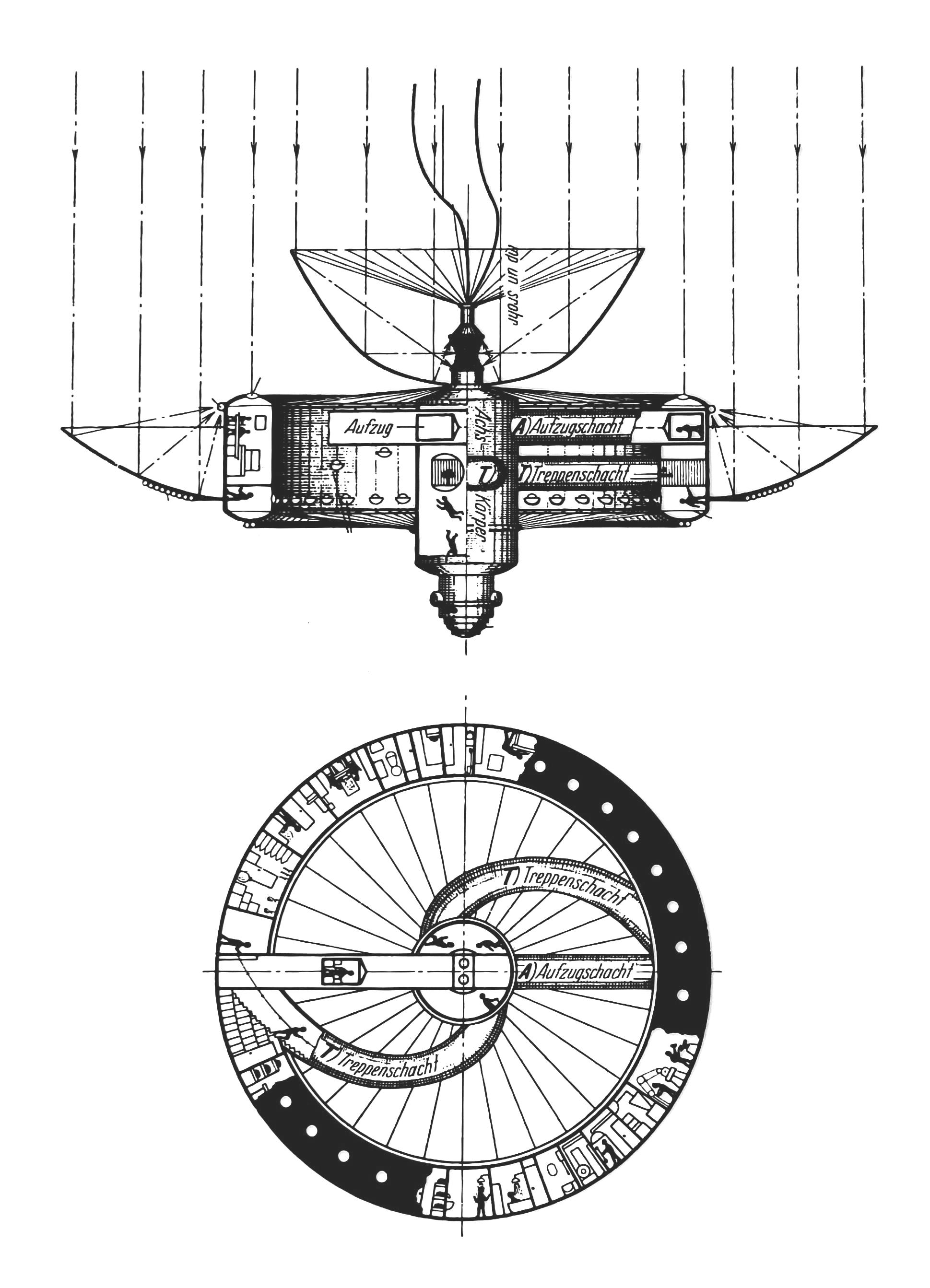
Station spatiale imaginée par Potocnik, 1929.

Le Centre culturel pour les technologies spatiales européennes (en) a ouvert en 2012 à Vitanje, village familial de Herman Potočnik. L'architecture du bâtiment s'inspire de sa station spatiale en forme de roue tournant sur elle-même.